# Mosquer de matollar septentrional
El mosquer de matollar septentrional (Sublegatus arenarum) és un ocell de la família dels tirànids (Tyrannidae).

## Hàbitat i distribució
Habita garrigues, bosc obert, pantans, manglars i sabana de les terres baixes del Pacífic del sud-oest de Costa Rica i Panamà, nord i est de Colòmbia, nord i centre de Veneçuela, Antilles Neerlandeses i moltes petites illes prop de la costa nord de Veneçuela, Trinitat, Guaiana i nord i centre del Brasil amazònic.